# Pinguicula caryophyllacea
Pinguicula caryophyllacea är en tätörtsväxtart som beskrevs av S. Jost Casper. Pinguicula caryophyllacea ingår i släktet tätörter, och familjen tätörtsväxter. Inga underarter finns listade i Catalogue of Life.